# Malované fotografické pozadí

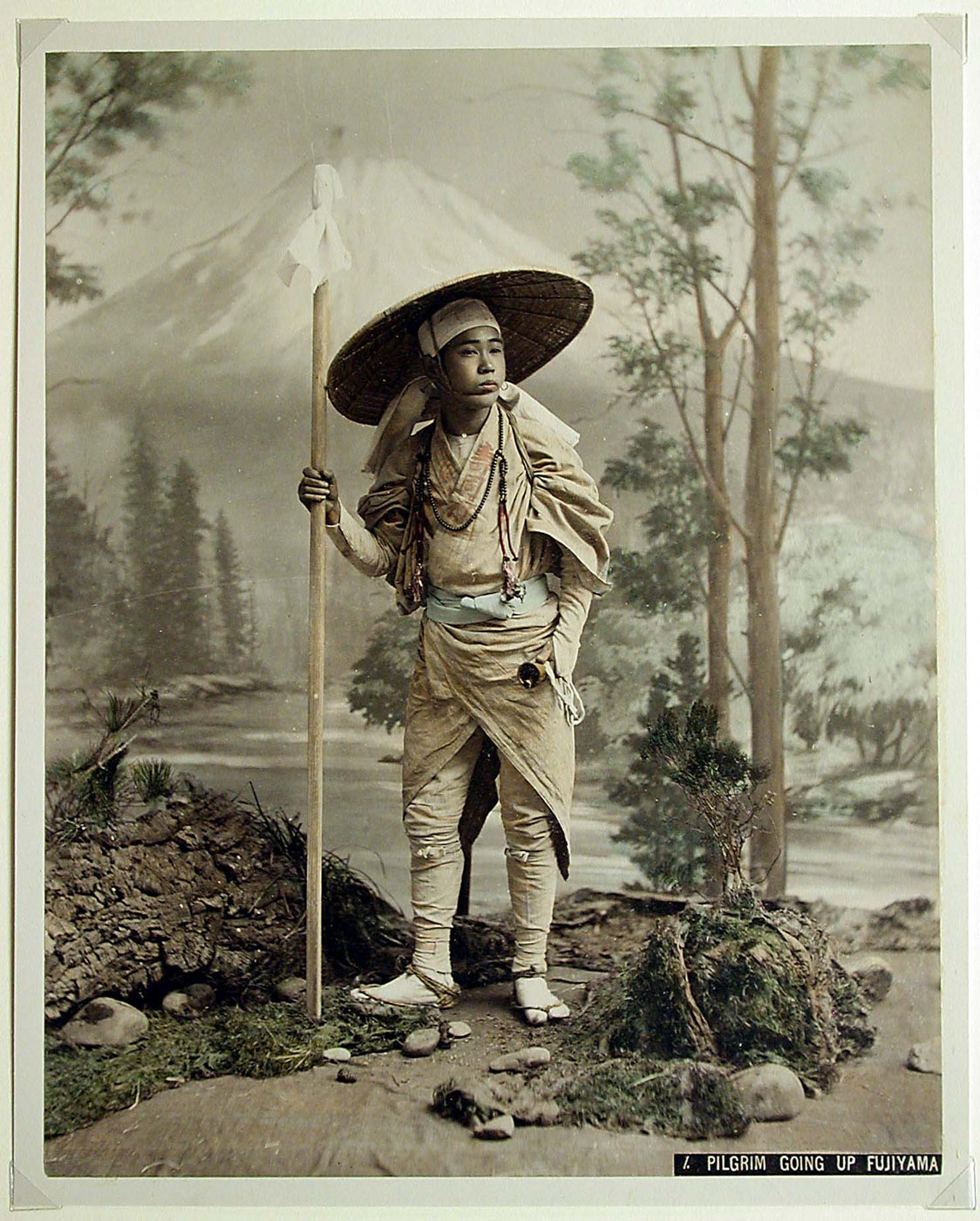
Kusakabe Kimbei: Poutník jdoucí na horu Fudžijama, asi 1880-1900

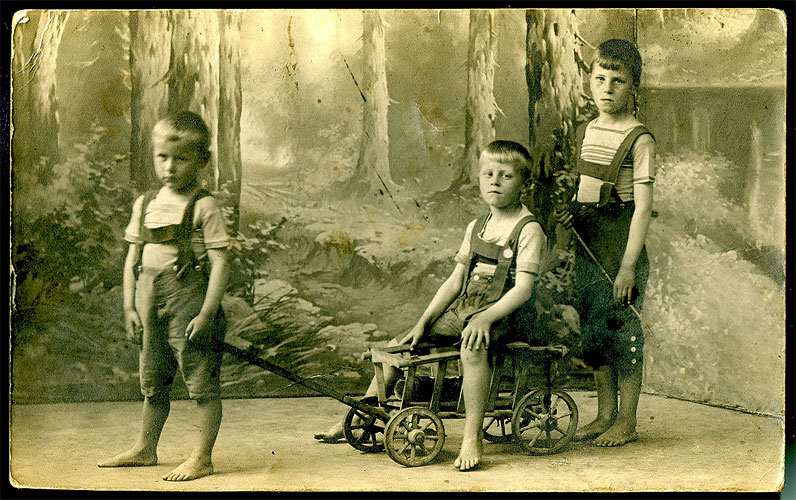
Josef Seidel: Synové Josefa Seidela, 1920-1930

Přibližně v období od roku 1860 do roku 1920 bylo malované fotografické pozadí standardním vybavením raných fotografických ateliérů.

## Historie
Měly obecně rustikální nebo kvazi-klasický vzhled, ale někdy představovalo buržoazní trompe-l'oeil („oko-klamající“, iluzionistické malířství), které však nakonec vyšlo z módy s příchodem fotoaparátů Brownie a Kodak, díky kterým se fotografie rozšířila masám a současně změnila cítění veřejnosti. Vzhledem k tomu, že malovaná pozadí byla vyráběna šest desetiletí místními řemeslníky, mohou podle provenience poskytnout důležité stopy při genealogickém výzkumu starých rodinných fotografií, a jejich fáze mají svůj vliv na starobylých fotografických snímcích. Kromě toho jsou některé druhy zajímavé pro specializované sběratele oboru historie fotografie..
V Paříži jako první zavedl zaměnitelné malované fotografické pozadí Sergej Lvovič Levickij.
Alexander Bassano vlastnil studio na londýnské Old Bond Street, které bylo vyzdobeno uhlotiskovými fotografickými tisky a sádrovými bustami a bylo dost velké na to, aby v něm mohlo být skoro 25 metrů velké panoramatické malované pozadí se zobrazenými scénami namontované na kolečkách, a který poskytovalo řadu venkovních scén nebo oficiálních pozadí. Pořídil před ním portréty Williama Gladstona a dokonce královny Viktorie. Bassanova firma na Old Bond Street existovala v období 1876 - 1921.
S rozvojem barevné fotografie se v ateliérech začalo využívat barevné pozadí. Bylo možné také využít promítací zařízení, jako například diaprojektor, k promítnutí obrazu a kombinaci se snímanou scénou. S příchodem počítačové techniky se buď fotografovalo na neutrální pozadí a motiv se posléze dodělával v grafickém editoru, nebo se obraz promítal projektorem na stěnu za portrétovaným subjektem.

## Výtvarné umění
Maďarský fotograf Péter Szabó Pettendi ve svém cyklu Background 2006 s podtitulem Už jste někdy byli v Budapešti? využívá při portrétování osob několikametrové panoramatické fotografické pozadí budapešťského mostu, které inscenuje u fotografovaných z chudého prostředí před jejich domem (z oblasti Baranya vzdáleném 250 km od Budapešti). Portrétovaný většinou s rekvizitou (kůň, stádo ovcí) nebo ve dvojici se postaví před panorama a nechá se od umělce fotografovat.

## Galerie

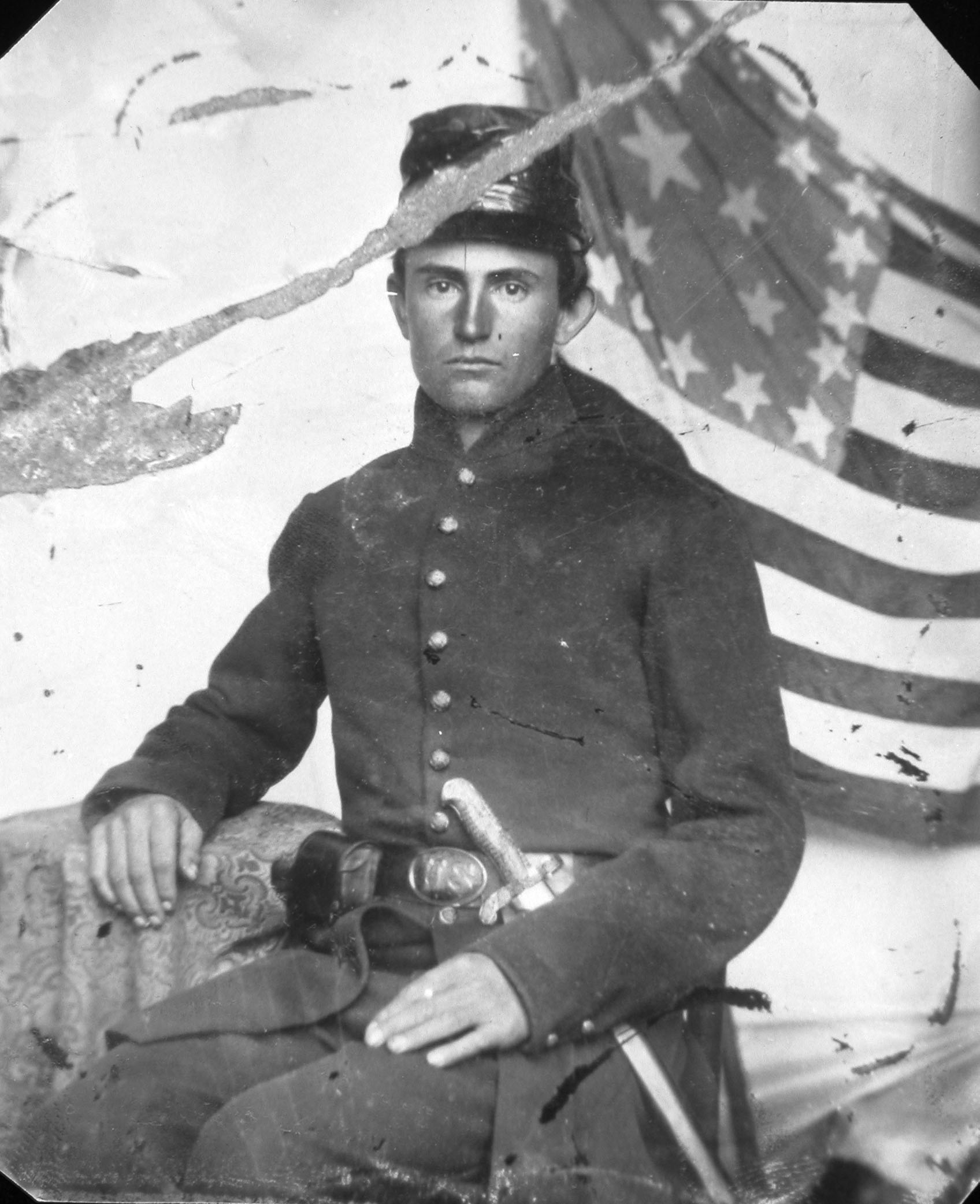
Illinois, 1862
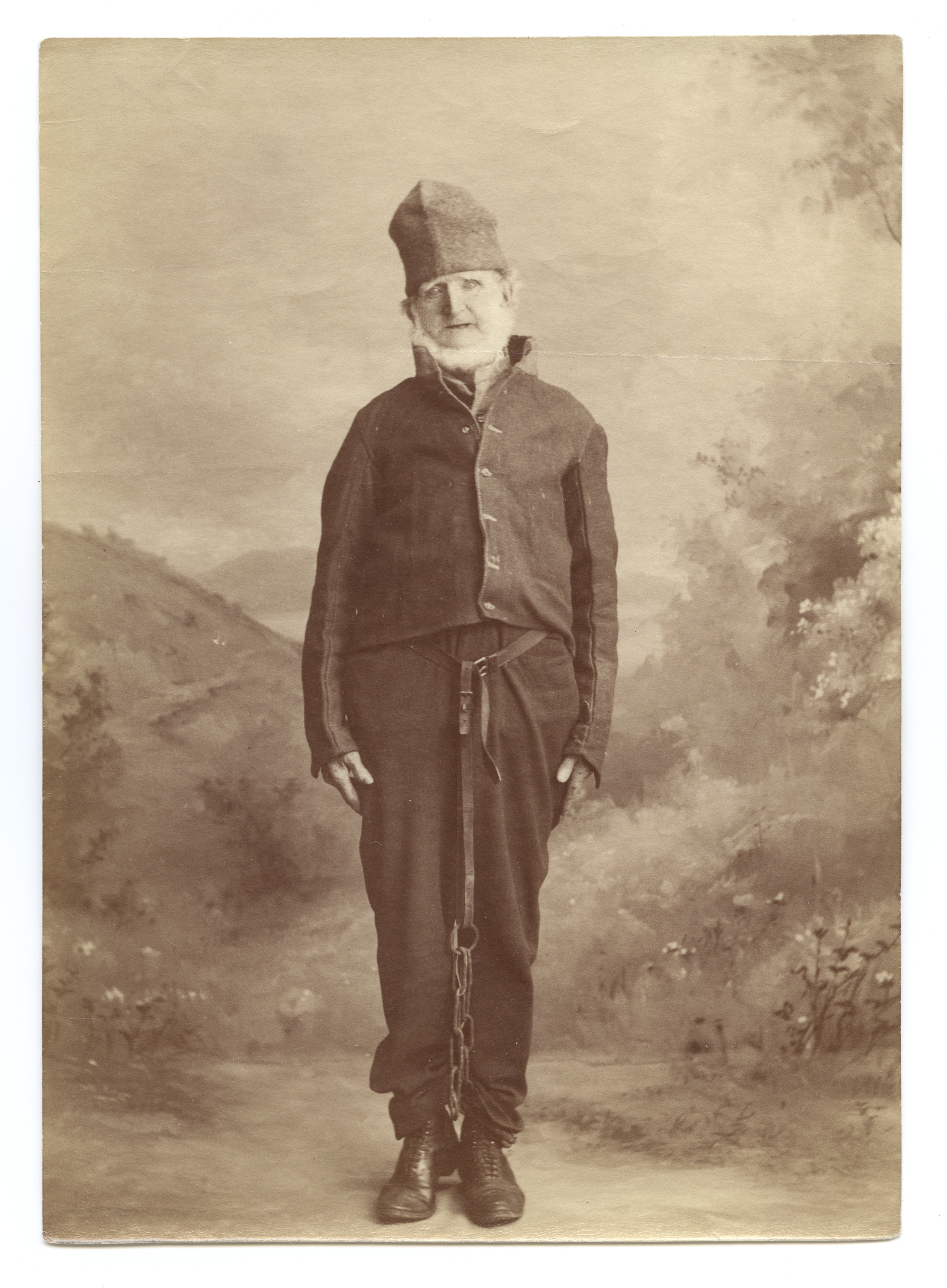
John Watt Beattie: Vězeň, Tasmánie, 1870-1880
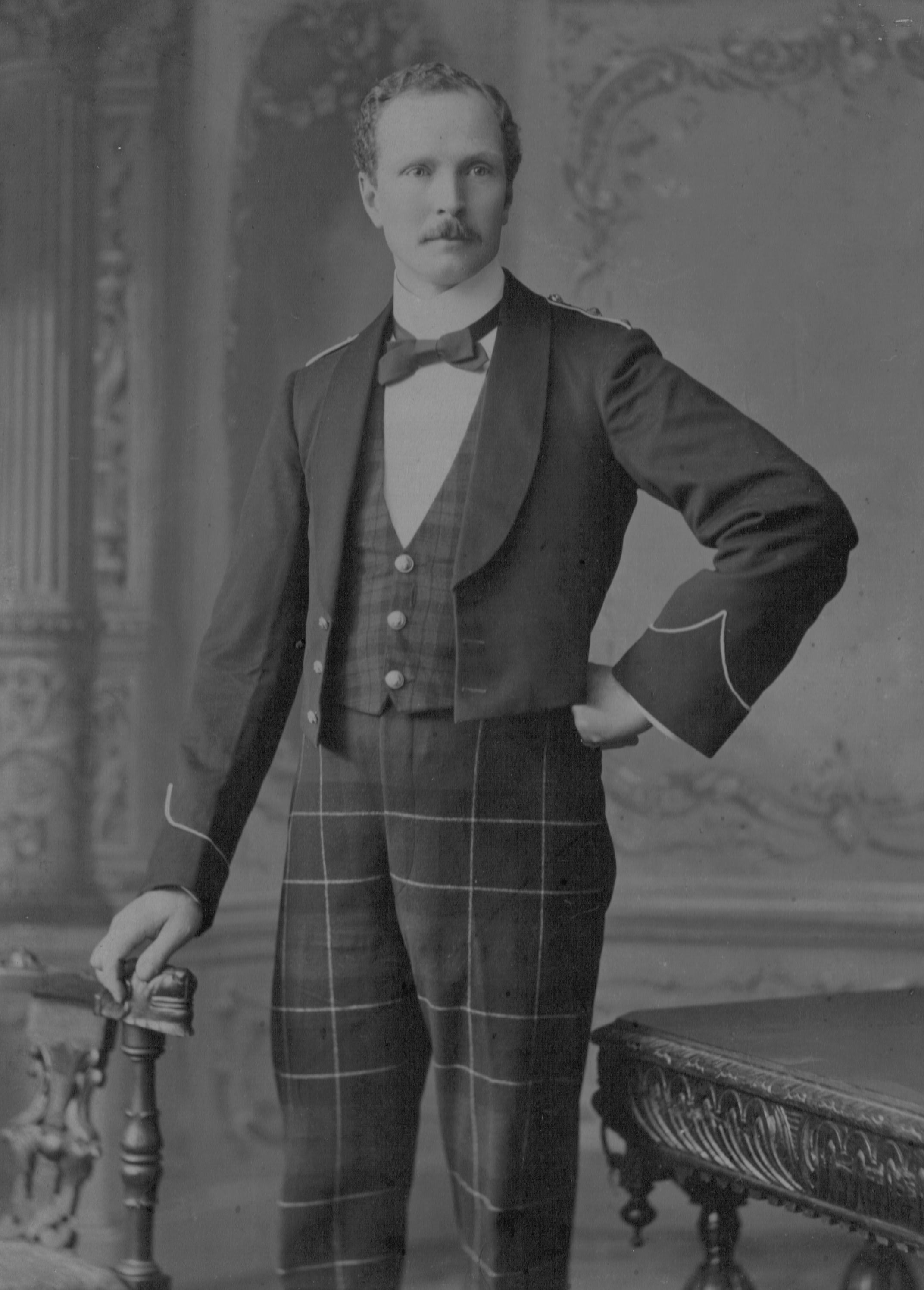
Skotsko, 1875
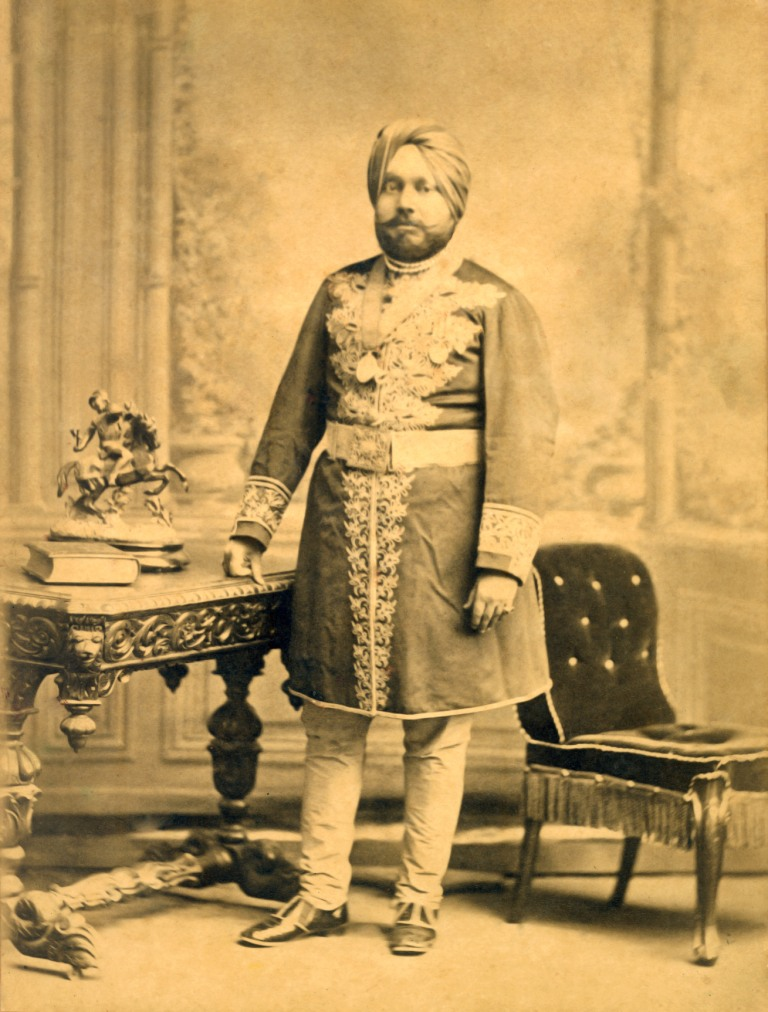
Indie, před 1877
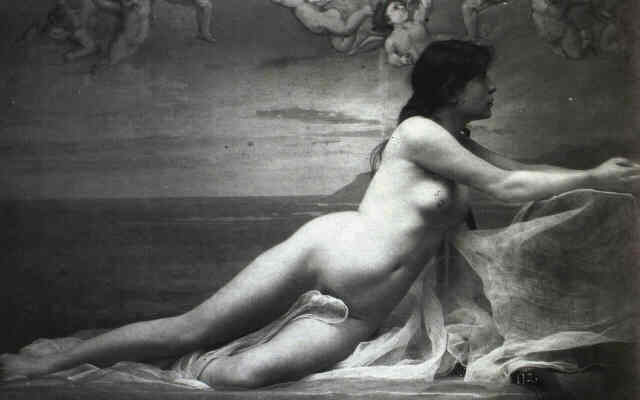
Gaudenzio Marconi: Akt, Francie, 1870-1879
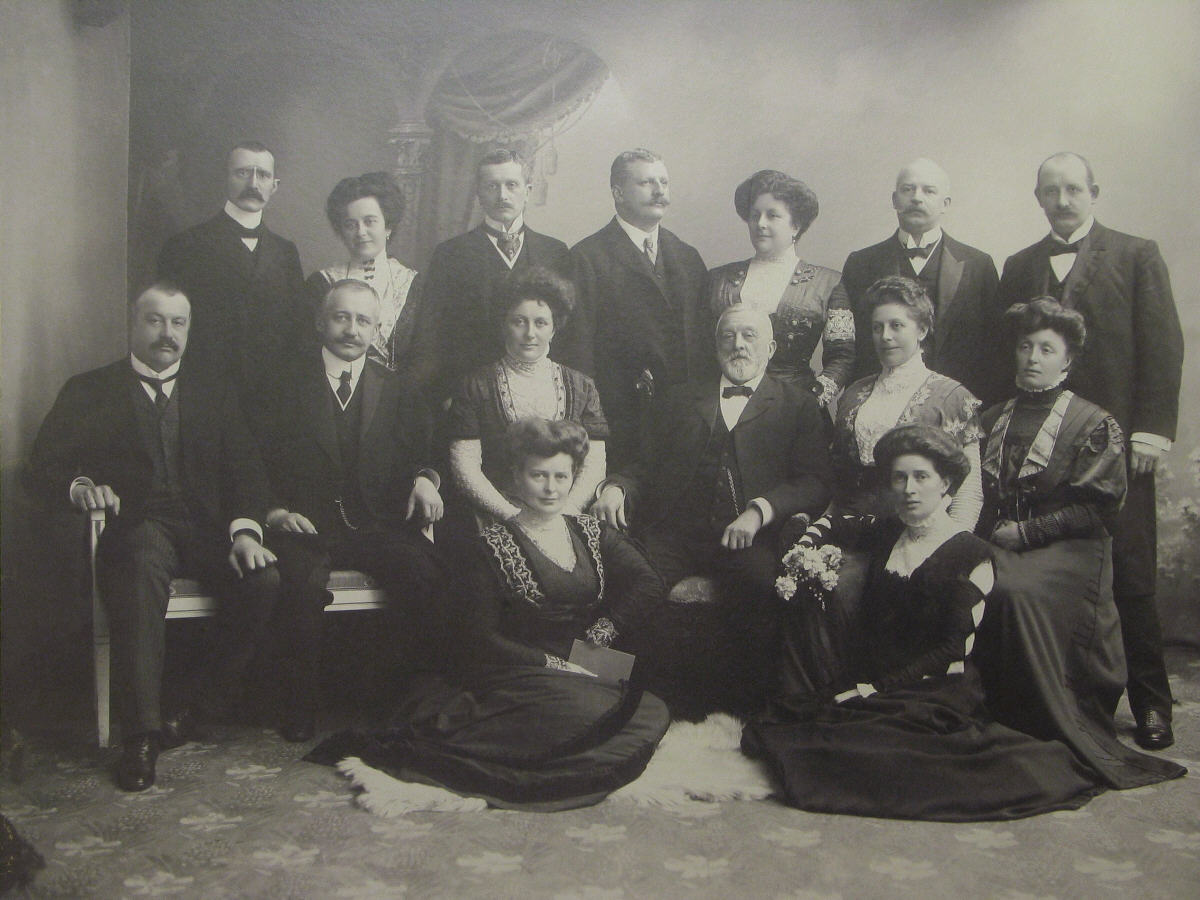
Skupinový portrét, 1903, místo neznámé
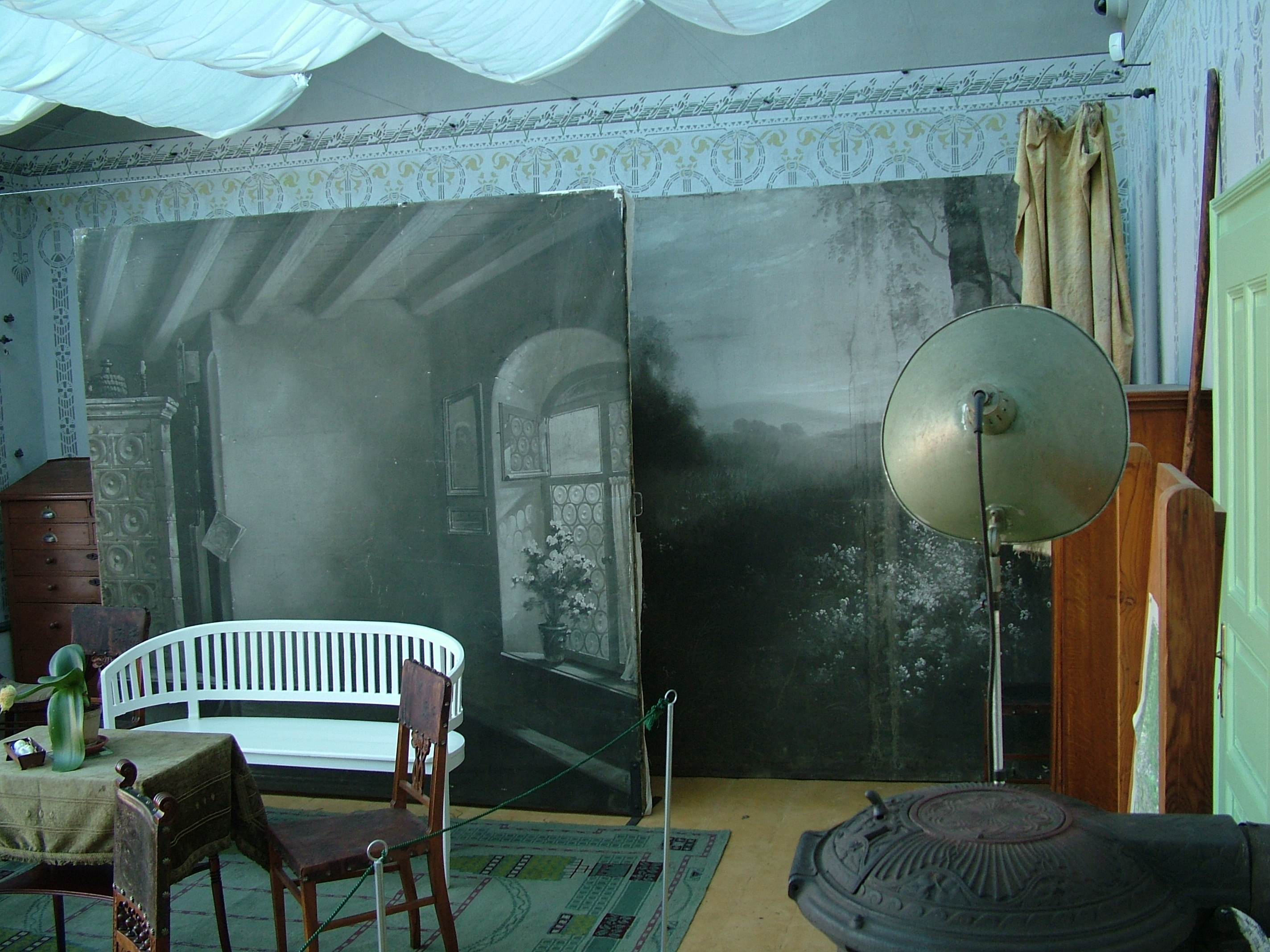
Malovaná pozadí v ateliéru Josefa Seidela v Českém Krumlově
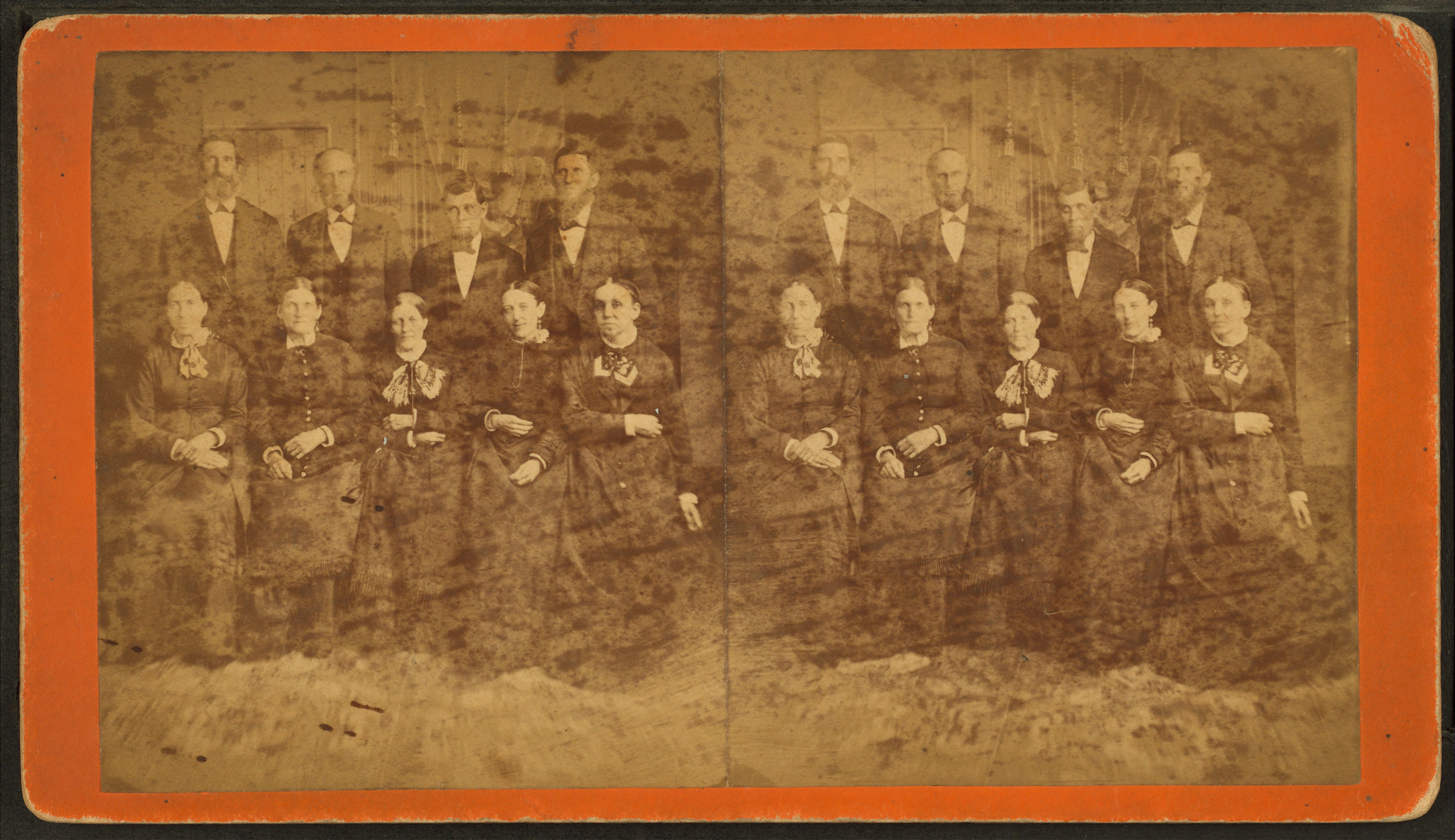
William C. Tuttle: Skupinový portrét, asi 1872-1886
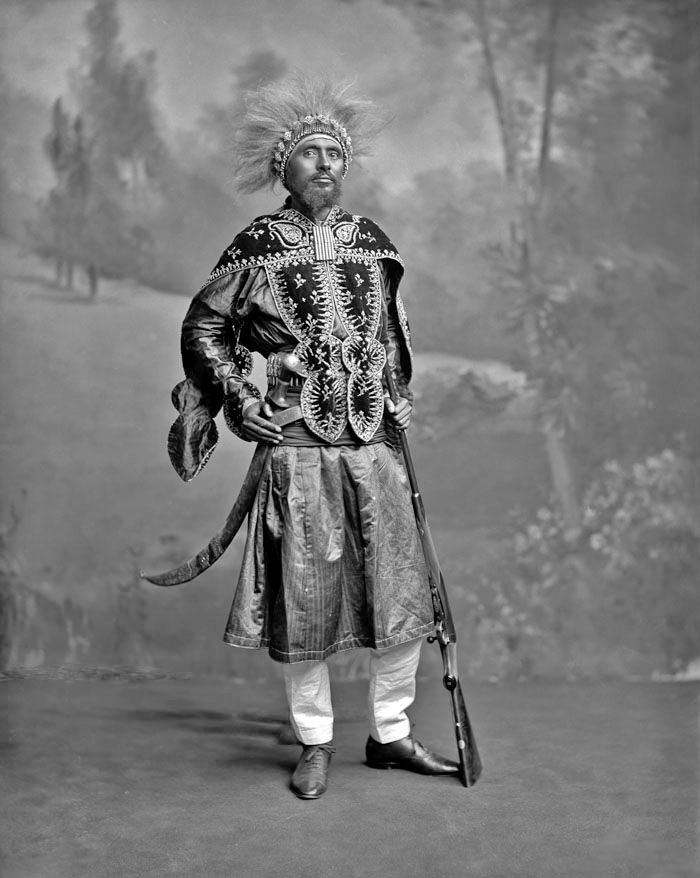
Lafayette Ltd: Ras Makonnen, Londýn, asi 1902
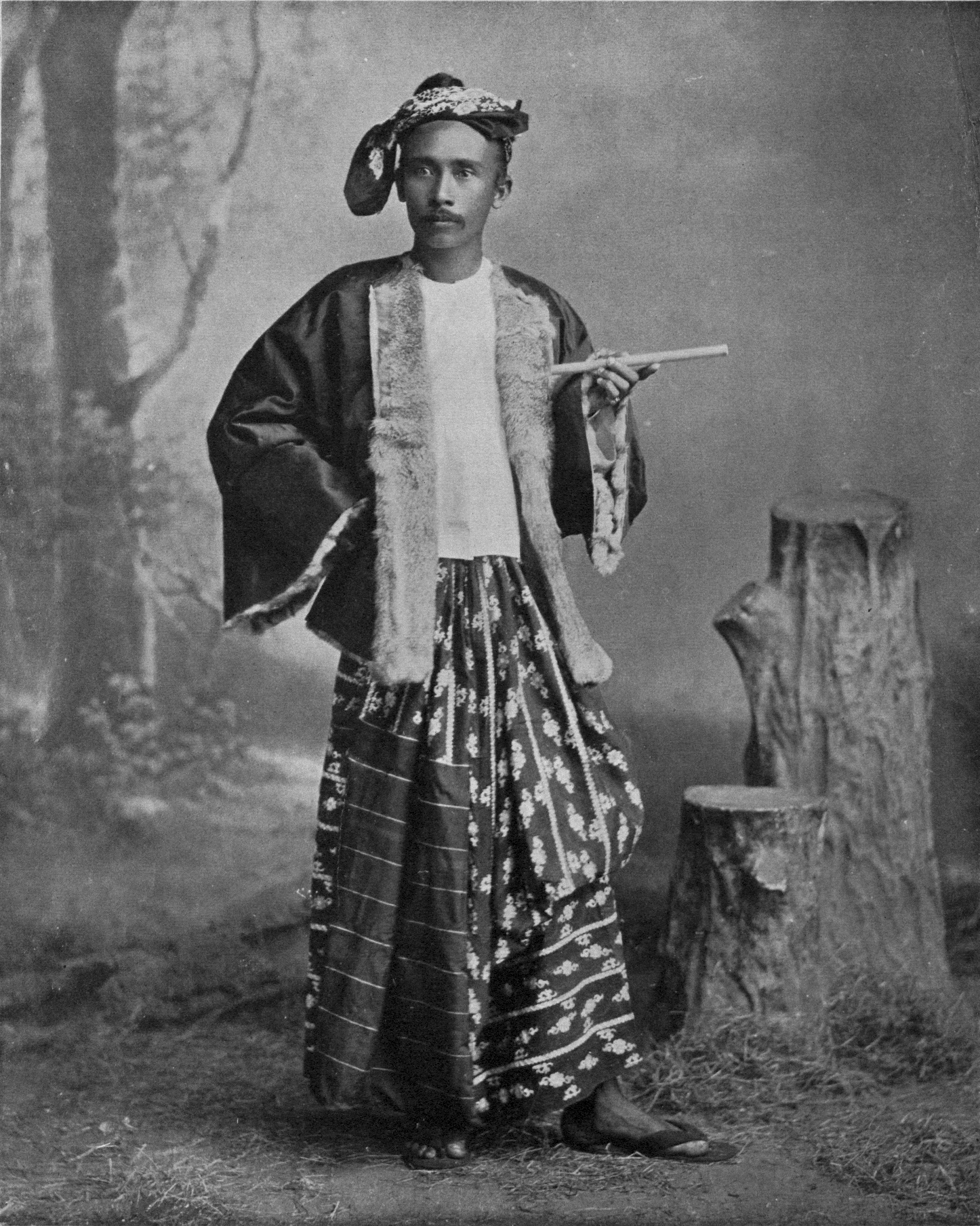
Philip Adolphe Klier: Muž z Myanmaru, 1890-1900
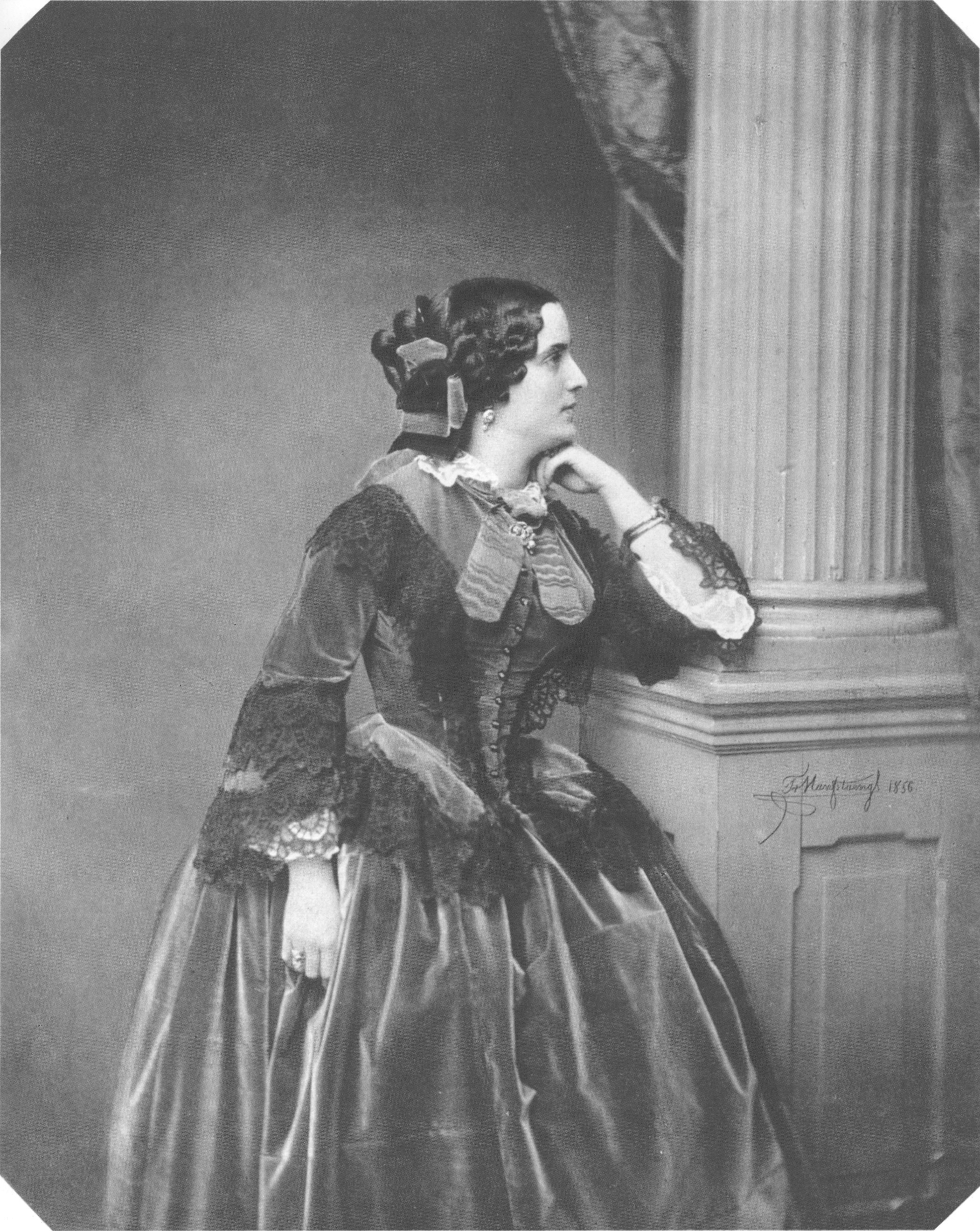
Franz Hanfstaengl: Pepita de Oliva, 1856, sloup je umělý a slouží jako rekvizita
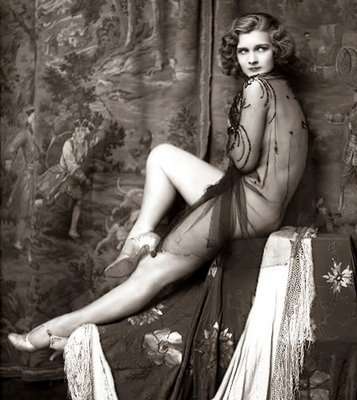
Alfred Cheney Johnston: Drucilla Strain, 1920, 33,4x26,7cm, Sbírka Gruber Collection